# Eduard Melkus
Eduard Melkus, né le 1er septembre 1928 à Baden près de Vienne, est un violoniste, altiste, musicologue et pédagogue autrichien.

## Biographie
Il étudie le violon à l'Académie de musique de Vienne avec Ernst Moravec et la musicologie à l'université de Vienne avec Erich Schenk. Il travaille également le violon à Paris, et devient alto solo à Zurich puis Winterthour.
Après la Seconde Guerre mondiale, il se consacre totalement à l'étude et à la pratique de la musique ancienne. En 1949, il est membre fondateur du quatuor de violes de gambes viennois (Wiener-Gambenquartett) autour de Nikolaus Harnoncourt et d'Alice Harnoncourt-Hoffelner, ainsi que du claveciniste Gustav Leonhardt. Cet ensemble était à la recherche du son et de la technique de jeu des instruments anciens. 
Il se produit alors dans de nombreux concerts, et grave de nombreux enregistrements, ayant pour objet des œuvres du XVIIe siècle jusqu'à la fin du XVIIIe siècle, soit avec son ensemble nommé Capella Academica soit avec la claveciniste française Huguette Dreyfus, avec lesquels il touche un public international.
Depuis 1958, Eduard Melkus a été professeur de violon moderne, de violon baroque, et d'alto à la Hochschule für Musik de Vienne, dans le cadre d'une spécialisation dans la pratique historique. En 1982, il a été directeur de l'Institut pour l'étude du style propre à la musique viennoise (Institut für Wiener Klangstil). Il a transmis son savoir grâce à plusieurs écrits et de nombreuses master-classes, académies et stages internationaux, en Europe et aux États-Unis. Outre ce travail, il a créé en 1962 le concerto pour violon opus 84 d'Egon Wellesz, qui lui est dédié. 
En tant que violoniste soliste, Eduard Melkus se situe dans la droite ligne des précurseurs du renouveau de la musique baroque. Il joue sur un violon baroque Niccolò Amati de 1679, dans son état original. Il possède également trois autres instruments de Nicolo Amati, ce qui lui permet de réunir un quatuor à cordes complet du même luthier. Ses enregistrements des sonates de Corelli, de Biber, de Bach et des grands concerti du répertoire pré-classique l'ont fait connaître rapidement du grand public. Musicologue, grand amateur d'art et d'architecture, ardent défenseur de la musique baroque, fondateur et animateur de diverses formations de musique de chambre, Eduard Melkus est aussi un homme d'une grande culture, pédagogue à la personnalité chaleureuse et distinguée.

## Publications
- Ouvrage grand public de langue allemande, traduit en anglais et en français. Le violon, une introduction à son histoire, à sa facture et à son jeu, traduction française de Evelynne Kolatte, Éditions Payot, Lausanne (épuisé).
Autre édition chez Van de Velde, 123 pp, illustrations en couleur, format 21 cm.  (ISBN 2-85868-097-3). On peut le consulter à la médiathèque de l'Ircam sous la référence Livre -267.1 MEL Vio
- Diverses études musicologiques en langue allemande : Bachbogen, Die Violine als Objekt der Stilkunde, Bogensetzung und Stricharten in der Musik Mozarts, Bogensetzung und Stricharten im Werke Beethovens.

## Enregistrements
- 15 sonates sur les mystères du rosaire, et la Passacaille pour violon seul de Heinrich Ignaz Franz Biber.
Cette version, gravée en 33 tours, date de 1967. Elle comprend les 15 sonates et la passacaglia, sur deux vinyles édités par la célèbre firme Archiv Produktion. Le violoniste joue un Nicolo Amati de 1707, un Aegidius Klotz, et un troisième instrument de l’école d’Amati, et s’adjoint les services de Huguette Dreyfus au clavecin, et de Lionel Rogg, qui joue sur une copie de l’orgue historique (vers 1550) de la Silberne Kapelle à Innsbruck. Jouent avec eux Karl Scheit au luth, Gerald Sonneck au violoncelle et à la viole de gambe, Hans Jürg Lange au basson baroque, et Alfred Planyavsky au violone.
Deutsche Grammophon, dans la Collection Codex, a édité de nouveau cet enregistrement sous forme d'un coffret de 2 CD en 1997 (épuisé).
- Sonates pour violon et basse continue de Corelli.
Avec dans les reprises des ornements de Matthew Dubourg, Francesco Geminiani, Giuseppe Tartini et de Corelli même (1 CD)
- 12 sonates pour violon et basse continue Opus 5 de Corelli 2 CD Archiv Produktion (Galleria) 427 161-2 (épuisé)
- Sonates pour violon et clavecin de Johann Sebastian Bach (1 CD)
- Carl Philipp Emanuel Bach, Sonatas for clavier & violin obligato, avec Huguette Dreyfus fortepiano, clavecin : Fantasia F# minor, Wq.80, H. 536 (16 min 12 s), Sonata in B minor, Wq.76, H. 512, Allegro moderato (6 min 57 s), Poco andante (4 min 38 s), Allegretto Siciliano (4 min 58 s); Sonata in C minor, Wq.78, H. 514, Allegro moderato (6 min 28 s), Adagio ma non troppo (6 min 32 s), Presto (4 min 12 s). La fantaisie est jouée sur un forte-piano Neupert appartenant à la Fondation des Treilles de Villecroze, les sonates sont jouées sur un clavecin Hemsch appartenant à Claude Mercier-Ythier. Enregistré à Paris en 1987, publié sous forme d'un CD audio en 1988 au format DDD par Denon sous la référence CO-72434 (épuisé)

- Musique de danse du XVe au XIXe siècle avec l’Ensemble Eduard Melkus (coffret de 4 CD)
- Concerto pour violon en ré et sol majeur de Giuseppe Tartini et de Pietro Nardini (1 CD)
- Concerto pour clavier et orchestre de Johann Christian Bach et de Johann Sebastian Bach, avec Ingrid Haebler (coffret de 2 CD Philips Classics)
- Petite musique de nuit - Divertissement  n° 10 de Wolfgang Amadeus Mozart, avec la Capella Academica de Vienne (1 CD)
- Concertos pour violon n° 1 et n° 2 - Concerto pour 2 violons de Johann Sebastian Bach et autres œuvres pour luth et orchestre de Antonio Vivaldi, avec Turibio Santos et Konrad Ragossnig (1 CD)
- Motets de Johann Sebastian Bach, avec Hans Martin Schneidt (1 CD)
- Concertos brandebourgeois de Johann Sebastian Bach, avec Karl Richter (coffret de 2 CD)
- Divertissements et concerts pour piano et cordes de Joseph Haydn, avec l’Ensemble Eduard Melkus (1 CD)
- Concertos pour cor à la cour de Dresde de différents compositeurs : Johann Friedrich Fasch, Johann David Heinichen, Johann Joachim Quantz, Georg Philipp Telemann, Jan Dismas Zelenka, par un ensemble d'instruments historiques placé sous la direction de Eduard Melkus (1CD)